# Chase Osborn

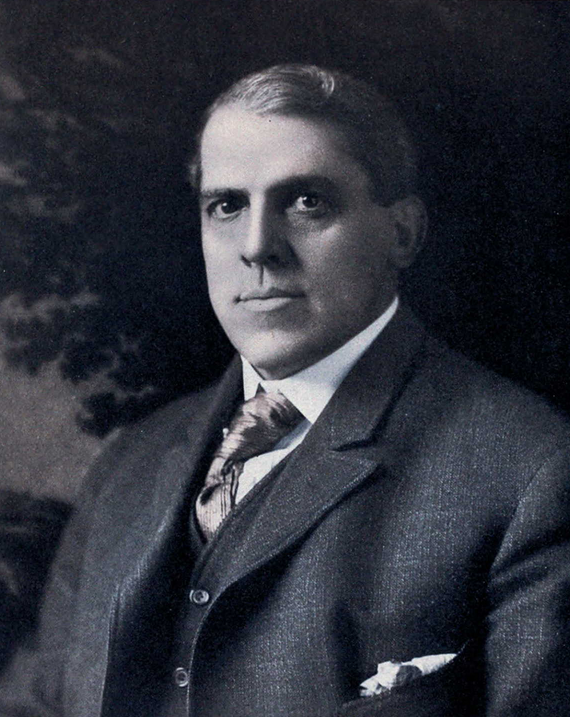
Chase Osborn

Chase Salmon Osborn, född 22 januari 1860 i Huntington County, Indiana, död 11 april 1949 i Poulan, Georgia, var en amerikansk republikansk politiker och publicist. Han var den 27:e guvernören i delstaten Michigan 1911–1913.
Osborn studerade vid Purdue University utan att utexamineras och arbetade därefter som journalist först i Chicago och sedan i Milwaukee. År 1881 gifte han sig med Lillian G. Jones. I Sault Ste. Marie grundade han tidningen Sault News. Senare sålde han sin tidning och köpte The Saginaw Courier Herald tillsammans med Walter J. Hunsaker. Som republikanernas kandidat vann han guvernörsvalet i Michigan 1910 men bestämde sig för att inte ställa upp till omval två år senare. I guvernörsvalet 1914 utmanade han sedan utan framgång ämbetsinnehavaren Woodbridge N. Ferris.
Osborn träffade 1924 Stellanova Brunt som blev hans sekreterare. Chase och Lillian Osborn adopterade sju år senare den 37-åriga Stellanova som ändrade sitt efternamn till Osborn. Efter hustrun Lillians död annullerades adoptionen och Osborn gifte om sig 89 år gammal två dagar före sin död med Stellanova, 54, som vid det skedet vårdade honom på heltid. Presbyterianen och frimuraren Osborn gravsattes på familjekyrkogården i Chippewa County.